# Glympis concoloralis
Glympis concoloralis är en fjärilsart som beskrevs av Barnes och Benjamin 1924. Glympis concoloralis ingår i släktet Glympis och familjen nattflyn. Inga underarter finns listade i Catalogue of Life.